# The Chi-Lites
The Chi-Lites sono un gruppo vocale statunitense di genere R&B/soul, originario di Chicago ed attivo dal 1959.
Il gruppo ha avuto successo soprattutto nel periodo compreso tra il 1969 ed il 1974, in particolare con i brani Have You Seen Her e Oh Girl, sebbene in Italia il massimo successo fosse stato dato a The Coldest Days of My Life, usata nella pubblicità di una bevanda.

## Formazione

### Formazione attuale
- Marshall Thompson - 1959-2001, 2002–presente
- Tara Thompson - 2001–presente
- Fred Simon - 2010–presente

### Ex componenti
- Robert Squirrel Lester - 1959-2010
- Eugene Record - 1959-1973, 1980-1988
- Creadel "Red" Jones - 1959-1973, 1980-1982
- Clarence Johnson - 1959-1964
- Stanley Anderson - 1973
- Willie Kensey - 1973
- Doc Roberson - 1973
- David Scott - 1973-1980
- Danny Johnson - 1973-1977
- Vandy Hampton - 1977-1980
- Diane Womack-Foreman - 1987-1997
- Samotta Acklin - 1987-1999
- Frank Reed - 1988, 1990-1993, 1996-1998, 2001-2014
- Anthony Watson - 1988-1990, 1993-1996, 1998-2002

## Discografia parziale
- 1969 - Give It Away
- 1970 - I Like Your Lovin' (Do You Like Mine?)
- 1971 - (For God's Sake) Give More Power to the People
- 1972 - A Lonely Man
- 1972 - Greatest Hits
- 1973 - A Letter to Myself
- 1973 - Chi-Lites
- 1974 - Toby
- 1975 - Half a Love
- 1976 - Happy Being Lonely
- 1976 - Greatest Hits, Vol. 2
- 1977 - The Fantastic Chi-Lites
- 1980 - Heavenly Body
- 1981 - Love Your Way Through
- 1982 - Me and You
- 1983 - Bottom's Up
- 1984 - Steppin' Out
- 1990 - Just Say You Love Me
- 1998 - Help Wanted
- 2006 - Low Key